# Chronologie de l'invasion de l'Ukraine par la Russie (juin 2022)
Pour un article plus général, voir Invasion de l'Ukraine par la Russie.
Cet article fait partie de la chronologie de l'invasion de l'Ukraine par la Russie et présente une chronologie des évènements clés de ce conflit durant le mois de juin 2022.
Pour les événements précédents, voir Chronologie de l'invasion de l'Ukraine par la Russie (mai 2022).
Pour les événements suivants, voir Chronologie de l'invasion de l'Ukraine par la Russie (juillet 2022).

Carte animée de l'invasion du 7 avril au 5 septembre (voir la carte détaillée par ville sur Wikipédia en anglais).
- Les 100 premiers jours de l'invasion

## Chronologie des évènements

### 1erjuin
Les russes continuent d'avancer à Sievierodonetsk, oblast de Louhansk, et ont capturé environ 70 % de la ville.
L'Ukraine affirme qu'un réservoir d'acide nitrique situé dans une usine chimique à Sievierodonetsk avait été touché par les bombardements russes.
Le gouverneur régional de Mykolaïv, Vitaliy Kim, a affirmé que les forces russes avaient commencé à faire sauter des ponts près de Kherson car « elles craignaient une contre-attaque de l'armée ukrainienne ».
Le Président Joe Biden confirme que les États-Unis transféreraient des systèmes modernes de lance-roquettes multiple (MLRS), comme le M142 HIMARS, à l'Ukraine. Gazprom cesse d'approvisionner le Danemark en gaz. Le chancelier allemand Olaf Scholz déclare que l'Allemagne fournirait à l’Ukraine des missiles sol-air modernes pour protéger les villes des attaques aériennes russes.

### 2 juin
Le Président Zelensky déclare qu'au 2 juin, la Russie contrôle 20 % du territoire ukrainien, ce qui équivaut à près de 125 000 km2.
La Slovaquie annonce la fourniture de huit pièces d'artillerie de 155 mm Zuzana (en) à l'Ukraine.

### 3 juin
Les forces russes mènent des assauts infructueux au sud-est et au sud-ouest d'Izioum, oblast de Kharkiv, et à l'ouest de Lyman, oblast de Louhansk, mais il est peu probable qu'elles obtiennent des avancées majeures vers Sloviansk. Elles réalisent également des gains mineurs dans la partie orientale de Sievierodonetsk, mais les forces ukrainiennes continuent de lancer des contre-attaques localisées sur la ville et dans sa périphérie.
Les forces russes échouent à regagner les positions perdues dans le nord-est de l'oblast de Kherson et continuent à défendre les positions précédemment occupées.

### 4 juin
Alexander Bogomaz, gouverneur de l'oblast de Briansk en Russie, affirme que les forces ukrainiennes ont mené des frappes contre un village de la région.
La Russie revendique avoir abattu un avion de transport militaire ukrainien transportant des armes et des munitions près d'Odessa.
Selon le Président Zelensky, l'artillerie russe a frappé le laure de Sviatohirsk, un monastère orthodoxe ukrainien datant du début du XVIIe siècle dans l'est de l'Ukraine, détruisant son église principale par le feu. La Russie nie toute implication et accuse les troupes ukrainiennes d'avoir incendié le monastère avant de se replier.
Un aérodrome privé dans la région ukrainienne de Kharkiv est touché par une frappe de missile, endommageant des avions et détruisant plusieurs hangars.
Un missile aurait survolé « à une altitude critique » une grande centrale nucléaire.

### 5 juin
Les contre-attaques ukrainiennes à Sievierodonetsk ont permis de reprendre de grandes parties de la ville, forçant les troupes russes à quitter la banlieue sud de la ville.
Les forces russes poursuivent leurs efforts pour converger vers Sloviansk depuis le sud-est d'Izioum et l'ouest de Lyman, mais il est peu probable qu'elles fassent des avancées notables autour de Sloviansk en raison de leur priorité continue de Sievierodonetsk.
Les troupes ukrainiennes auraient mené des contre-attaques limitées et localisées au nord de la ville de Kharkiv. Les forces russes continuent à maintenir leurs lignes défensives et à tirer sur les positions ukrainiennes le long de l'axe sud.
Le major général russe Roman Koutouzov, chef d'état-major de la 29e armée combinée, est tué à Mykolaïvka durant la bataille de Popasna,.

### 6 juin
Les combats continuent à Sievierodonetsk, oblast de Louhansk.
Les russes, ont lancé une attaque de missiles sur Lozova et une frappe aérienne sur Lyssytchansk et ont bombardé Mykolaïv.
Le ministère ukrainien de la Défense déclare qu'elle a repoussé la flotte russe à plus d'une centaine de kilomètres (62 miles) des côtes de l'Ukraine où les navires de Moscou effectuent un blocus depuis plusieurs semaines, indiquant toutefois que la menace de frappes de missiles russes demeurait.

### 7 juin
L'artillerie russe a bombardé les zones frontalières de l'oblast de Soumy, ainsi que Velyka Kostromka dans l'oblast de Dnipropetrovsk. Des missiles sont tombés sur Kourakhove occupée par les troupes ukrainiennes.
Les forces russes ont probablement pris le contrôle de la majorité du secteur résidentiel de Sievierodonetsk et mené des assauts contre des positions ukrainiennes dans la zone industrielle au cours des dernières 24 heures. Les forces russes poursuivent leurs efforts pour avancer sur Sloviansk au sud-est de la région d'Izioum et à l'ouest de Lyman, tentant de percer les défenses ukrainiennes qui ont stoppé la plupart des assauts frontaux directs d'Izioum. Elles tentent également de renforcer leurs opérations dans la région de Severodonetsk-Lyssytchansk à partir de la région de Tochkivka-Oustynivka au sud et de Koupiansk au nord-ouest.
Les Russes n'ont pas réussi à regagner des positions avancées sur la rive ouest (maintenant occupée par l'Ukraine) de la rivière Inhoulets. Le ministre russe de la Défense, Sergueï Choïgou, a annoncé que les forces russes avaient rétabli les liaisons de transit entre les villes nouvellement occupées et la Crimée.
Les autorités d'occupation continuent de faire face à des défis pour réprimer la résistance ukrainienne et traquer des partisans malgré des mesures d'occupation de plus en plus draconiennes et des tentatives de corruption de civils ukrainiens.
Le site Web du ministère russe de la Construction, du Logement et des Services publics (en) a été piraté. Les tentatives d'ouverture du site Web par le biais d'une recherche sur Internet conduisait à un panneau ou il était écrit « Gloire à l'Ukraine » en ukrainien.

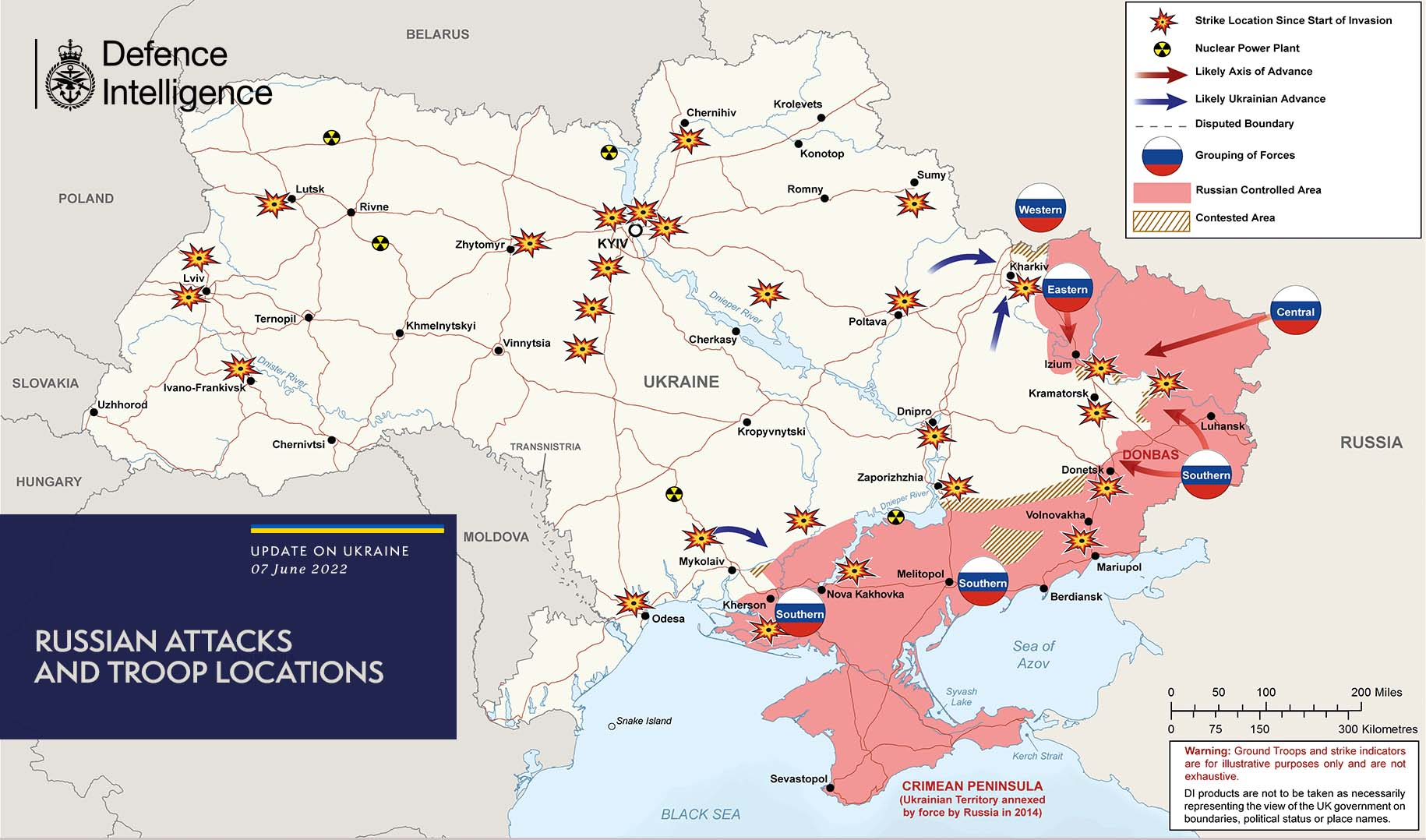
Situation du 7 au 18 juin 2022

### 8 juin
Les forces russes poursuivent leurs opérations autour de Sviatohirsk et à l'ouest de Lyman en vue d'opérer une jonction avec les unités militaires au sud-est d'Izioum et d'avancer sur Sloviansk. Elles intensifient également leurs opérations dans le nord-ouest de l'oblast de Kherson en réponse aux récentes contre-attaques ukrainiennes.
Les forces russes dans l'oblast de Zaporijjia concentrent leurs attaques au sol et d'artillerie près de la frontière de l'oblast de Zaporijjia et de Donetsk et cherchent probablement à renforcer le contrôle de l'autoroute entre Vassylivka-Orikhiv et Houliaïpole pour soutenir les opérations dans le nord-est de Zaporijjia.

### 9 juin
Serhiy Haidaï déclare que les forces russes contrôlent la majeure partie de la ville de Sievierodonetsk, les Ukrainiens tenant du terrain dans sa zone industrielle.

### 10 juin
L'Ukraine affirme avoir quasiment épuisé ses stocks de munitions d'artillerie, utilisant cinq mille à six mille cartouches par jour, et qu'elle dépend désormais de l'Occident pour se réapprovisionner. Le pays perd cent à deux cents soldats par jour. Selon les autorités ukrainiennes, la Russie tire quotidiennement soixante mille obus et roquettes,. Les services de renseignement ukrainiens affirment que la Russie puise dans ses stockages de chars T-62, de pièces d'artillerie de 152 mm, de mines terrestres des années 1950 et d'autres systèmes MLRS.
Selon un média russe, les forces ukrainiennes ont sabordé leur corvette anti-sous-marine Vinnytsia.

### 11 juin
Les forces russes continuent à mener des offensives terrestres dans la région de Severodonetsk, mais les défenseurs ukrainiens conservent le contrôle de la zone industrielle de la ville. Elles poursuivent leurs assauts contre les colonies au sud-ouest et au sud-est d'Izioum dans le but de reprendre les déplacements sur Sloviansk.
Les forces ukrainiennes ont probablement repris leurs contre-offensives au nord-ouest de la ville de Kherson le 11 juin, au sud de leurs opérations précédentes.
L'Ukraine affirme qu'un lance-flammes a été utilisé par les forces russes dans le village de Vrubivka.
Les premiers passeports russes sont remis aux citoyens des régions de Kherson et de Zaporijjia.

### 12 juin
Les forces russes poursuivent leurs assauts au sol à Severodonetsk et ont fait sauter des ponts qui relient Severodonetsk à Lyssytchansk sur le cours de la Donets pour tenter de couper les lignes de communication terrestres ukrainiennes s'étalant de Bakhmout à Lyssytchansk et Severodonetsk.
Les forces russes gagnent du terrain au sud-est d'Izioum et continueront probablement leurs tentatives de percée sur Sloviansk depuis le nord-ouest. Elles poursuivent leurs efforts pour repousser les troupes ukrainiennes des lignes de front contestées au nord-est de la ville de Kharkiv.
Les forces russes se sont concentrées sur le maintien des lignes défensives le long de l'axe sud.
Le ministère russe de la Défense affirme avoir utilisé des missiles de croisière Kalibr pour détruire un grand dépôt d'armes occidentales dans la région ukrainienne de Ternopil. Les forces russes revendiquent avoir abattu trois Su-25 ukrainiens près de Donetsk et Kharkiv.

### 13 juin
Les forces russes ont repoussé les défenseurs ukrainiens du centre de Severodonetsk et auraient détruit le dernier pont restant de Severodonetsk à Lyssytchansk le 13 juin, mais les responsables ukrainiens signalent que les forces ukrainiennes ne sont pas encerclées dans la ville. Les Russes ont mené des assauts terrestres infructueux pour tenter de couper les lignes de communication terrestres ukrainiennes près de Popasna et de Bakhmout et ont lancé des opérations offensives infructueuses au sud-est d'Izioum et au nord de Sloviansk.
Les forces russes mènent une offensive limitée au nord-est de la ville de Kharkiv avec pour objectif de repousser les forces ukrainiennes hors de portée de l'artillerie des zones arrière russes, obtenant quelques succès.
Les forces russes et ukrainiennes se livrent à des combats pour la localité de Davydiv Brid dans le nord-ouest de l'oblast de Kherson.

### 14 juin
Cinq civils ont été tués et vingt-deux autres blessés à la suite du bombardement ukrainien dans l'oblast de Donetsk.

### 15 juin
Mikhaïl Mizintsev, chef du Centre de gestion de la défense nationale russe, demande aux forces ukrainiennes retranchées dans l'usine chimique d'Azot de Sievierodonetsk de déposer les armes à partir de 8 heures, heure de Moscou le, 15 juin. Il ajoute que les civils présents dans l'usine seront évacués par un couloir humanitaire.
Les forces armées russes ont affirmé avoir détruit un dépôt de munitions dans la région de Donetsk et une station radar de contrôle aérien à Lyssytchansk. La Russie a également affirmé avoir tué 300 soldats ukrainiens à la suite de violents combats.

### 16 juin
L'Ukraine revendique avoir coulé le remorqueur russe Spassatel Vassili Bekh avec deux missiles Harpoon.

### 17 juin
Des assauts terrestres infructueux sont lancés par les Russes contre Severodonetsk et sa périphérie sud-est.
Les forces ukrainiennes mènent une contre-offensive au nord-ouest d'Izioum afin d'éloigner les forces russes des opérations offensives vers Sloviansk et pour perturber les lignes d'approvisionnement russes.
Les forces et l'aviation ukrainiennes ont frappé la logistique et les fortifications russes dans les localités occupées le long de l'axe sud, avec des combats localisés en cours.
Les forces russes continuent à se regrouper et à transférer du personnel dans l'oblast de Zaporijjia pour maintenir des positions défensives le long de la ligne de front.
Des sources ukrainiennes rapportent que le Kremlin a limogé le commandant des forces aéroportées russes, le colonel-général Andreï Serdioukov, pour son rôle dans l'échec de la bataille de l'aéroport de Hostomel au début de l'invasion,.

### 18 juin
Les forces russes poursuivent leurs efforts pour briser les lignes de communication ukrainiennes le long de l'autoroute T1302 Bakhmout-Lyssytchansk et ont mené des frappes au sol et d'artillerie le long de l'autoroute. Elles cherchent également à repousser les forces ukrainiennes hors de portée de l'artillerie des lignes de chemin de fer autour de la ville de Kharkiv utilisées pour approvisionner les opérations offensives russes vers Sloviansk.

### 19 juin
Le ministère russe de la Défense affirme avoir frappé un poste de commandement près de Dnipro avec plusieurs missiles Kalibr et que « plus de 50 généraux et officiers de l'armée ukrainienne avaient été éliminés lors de l'attaque ».

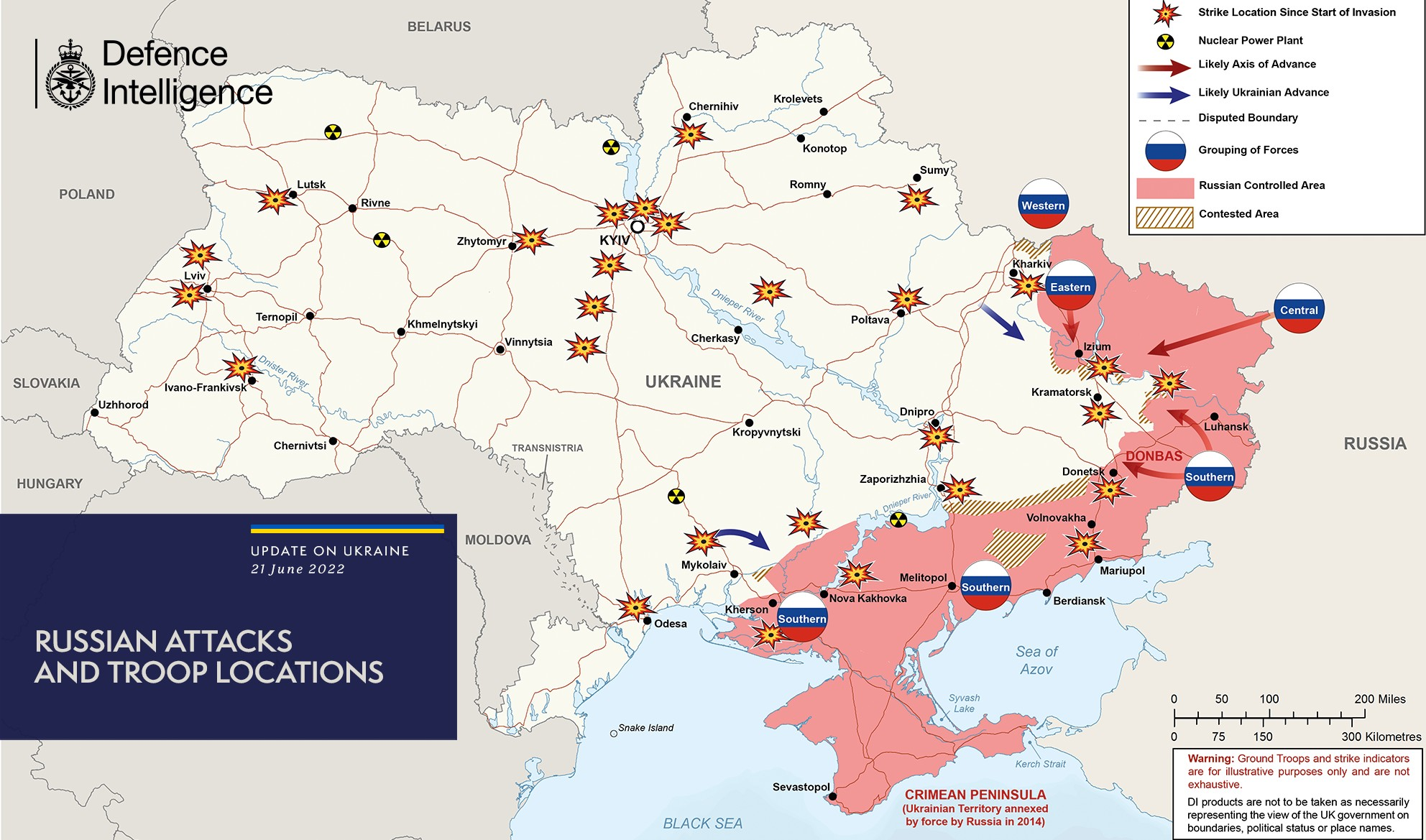
Situation du 19 au 21 juin 2022

### 20 juin
Serhiy Haidaï confirme que les forces russes ont capturé Metyolkine, dans la périphérie est de Sievierodonetsk.

### 21 juin
Le Kremlin a récemment remplacé le commandant des forces aéroportées russes, aurait limogé le commandant du district militaire sud et nommé un nouveau commandant général des forces russes en Ukraine, indiquant un dysfonctionnement persistant dans la conduite de la guerre par le Kremlin.
Les forces russes continuent à lancer des assauts contre les colonies le long de l'autoroute T1302 Lyssytchansk-Bakhmout pour briser les lignes de communication terrestres ukrainiennes. Les opérations le long de l'axe Izioum-Sloviansk sont de plus en plus au point mort alors que les forces russes donnent la priorité aux opérations autour de Severodonetsk.
Les forces russes ont repris la rive est de la rivière Inhoulets à partir de la tête de pont ukrainienne située près de la frontière des oblasts de Kherson et Mykolaïv.
Les forces ukrainiennes auraient visé l'île des Serpents en mer Noire, détruisant des fortifications et de l'équipement russes.

### 22 juin
Deux drones en provenance de l'Ukraine ont percuté une importante raffinerie de pétrole russe près de la frontière à Novochakhtinsk.

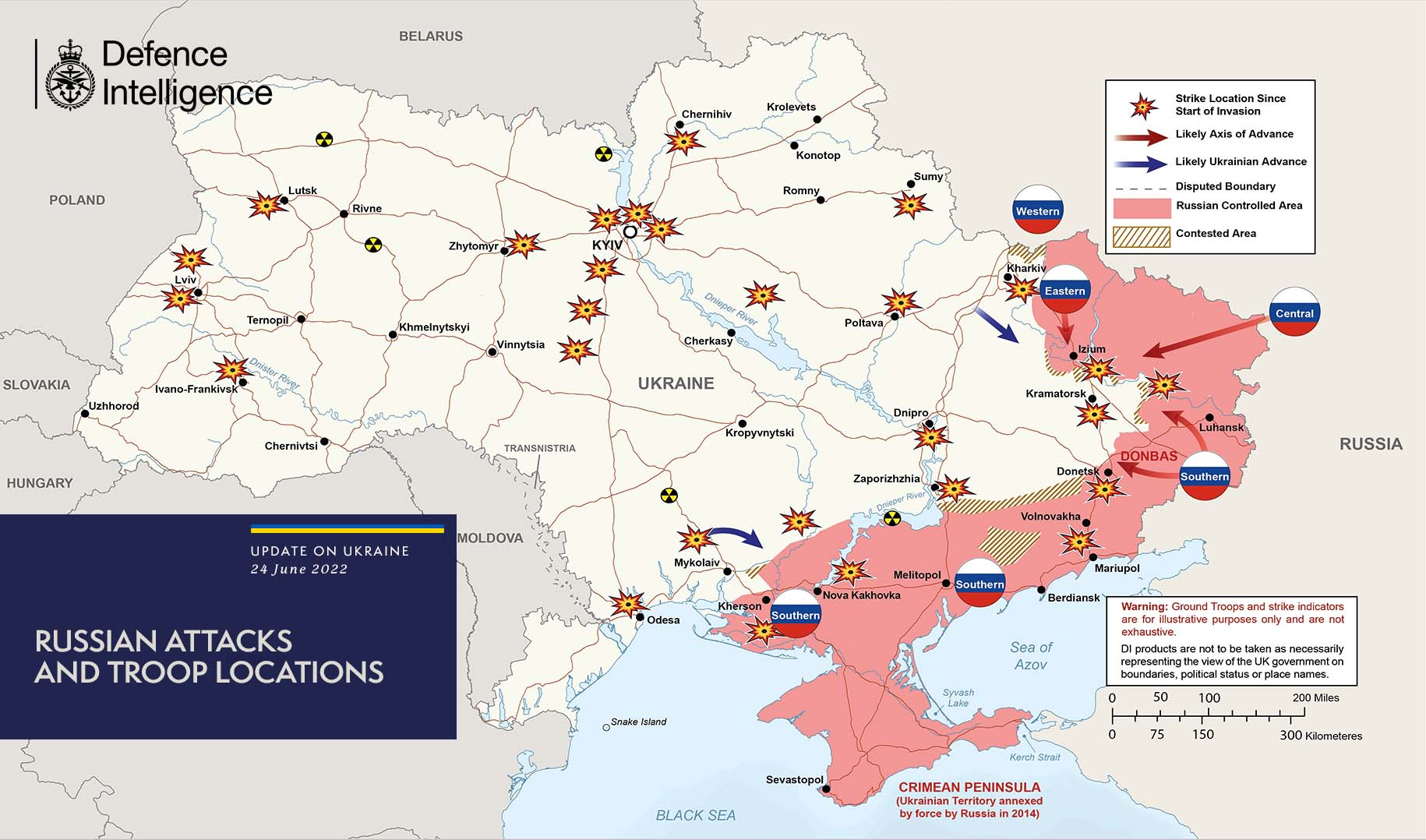
Situation du 22 au 27 juin 2022

### 23 juin
Le ministère russe de la défense annonce l'encerclement de deux mille soldats ukrainiens dans les localités de Zolote et Hirske.

### 24 juin
Les responsables ukrainiens annoncent que leurs forces livrent leurs derniers efforts dans la zone industrielle de Sievierodonetsk avant de se retirer de la ville. Dès lors, la Russie contrôle l'entièreté de la ville et de son agglomération,.
Les forces russes ont mené des opérations offensives infructueuses à l'ouest d'Izioum et au nord de Sloviansk. Elles donneront probablement la priorité à l'encerclement des troupes ukrainiennes à Lyssytchansk et à l'élimination des lignes de communication terrestres ukrainiennes au nord-ouest de la ville avant de reprendre une opération offensive à grande échelle sur Sloviansk.
Les forces ukrainiennes continuent de lancer des opérations de contre-offensive le long de la frontière de l'oblast de Kherson et Dnipropetrovsk et menacent les forces russes dans la ville de Kherson. Des actions de partisans ukrainiens visant des collaborateurs prorusses sont également signalées dans la ville.

### 25 juin
L'Ukraine a déployé pour la première fois au combat le M142 HIMARS américain et mené des raids contre Izioum. Selon l'armée ukrainienne, 40 soldats ont été tués, dont le colonel Andreï Vassiliev. La Russie reconnaît l'attaque mais annonce qu'un hôpital a été visé et deux civils tués.

### 26 juin
La Russie a tiré 14 missiles sur Kyïv, dont certains missiles X101 depuis des bombardiers Tu-95 et Tu-160 au-dessus de la mer Caspienne, endommageant des bâtiments résidentiels et un jardin d'enfants. Ce sont les premières frappes visant la capitale depuis trois semaines, tuant une personne et en blessant six autres.

### 27 juin
Deux missiles russes Kh-22 tirés par un Tu-22M3 du 52e régiment de la 22e division se sont abattus sur le centre commercial de Krementchouk, oblast de Poltava, tuant au moins 20 personnes. Le ministère russe de la Défense déclare que l'armée russe a bombardé un dépôt d'armes, l'explosion des munitions qui s'y trouvaient a déclenché un incendie dans le centre commercial voisin.
Les forces russes ont fait des avancées progressives au sud-ouest de Lyssytchansk près de l'autoroute T1302 et des avancées mesurées lors d'opérations offensives à l'est de Bakhmout. Les forces ukrainiennes ont repoussé les offensives russes au nord de Sloviansk. Les Russes ont lancé des attaques limitées et localisées le long des lignes de front contestées autour de la ville de Kharkiv, sans grands résultats. Les contre-offensives ukrainiennes le long de l'axe sud continuent de forcer l'ennemi à donner la priorité aux opérations défensives le long de la ligne de front.
Les autorités d'occupation russes prennent des mesures pour renforcer le contrôle économique des territoires occupés et forcer les civils ukrainiens à passer au rouble.

Bombardement du centre commercial de Krementchouk
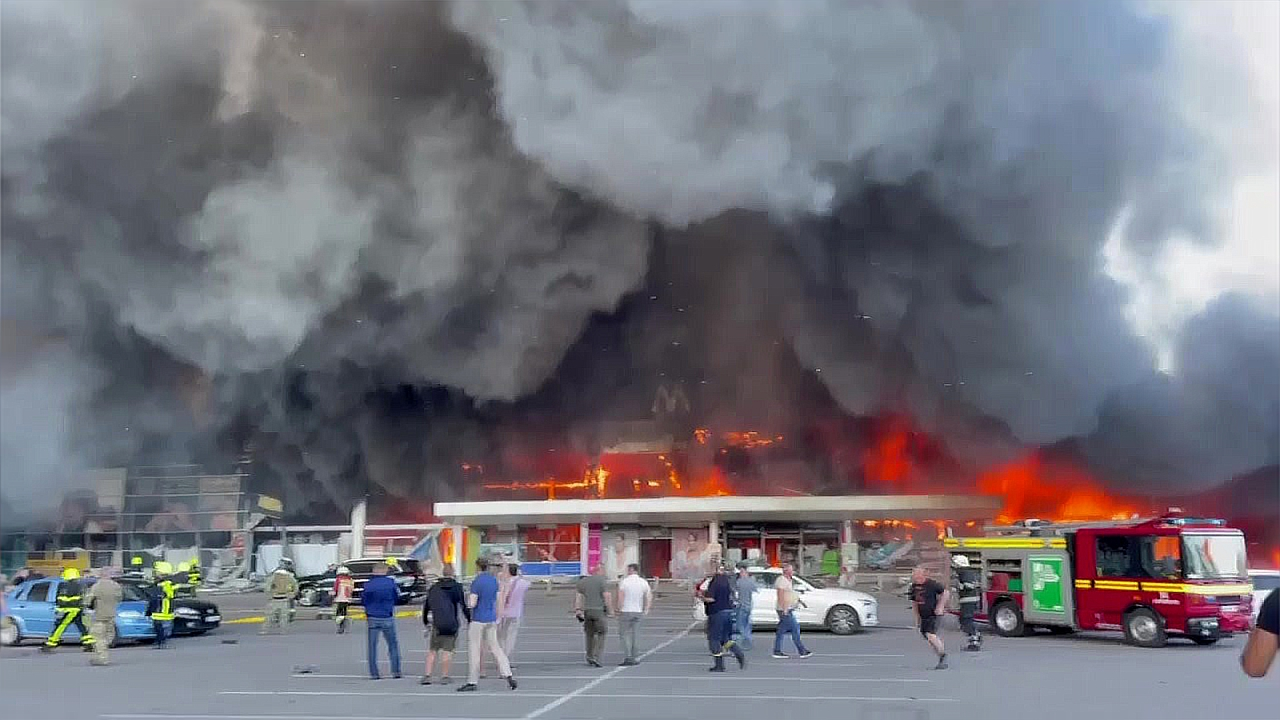

### 28 juin
Le Kremlin annonce que son offensive en Ukraine s'achèvera quand les autorités et l'armée ukrainiennes auront capitulé.
Le maire ukrainien élu de Kherson, Ihor Kolykhaïev, ville occupée par les forces russes et leurs alliés séparatistes, a été arrêté, a annoncé le chef adjoint de l'administration d'occupation, Kirill Stremooussov. Les forces ukrainiennes auraient repris les localités de Zelenyi Hai et Barvinok au nord de la ville de Kherson.
L'ambassadeur de la République populaire de Louhansk en Russie, Rodion Miroshnik, affirme que les forces ukrainiennes ont commencé à se retirer de Lyssytchansk, poursuivant une retraite de combat vers les bastions de Siversk, Kramatorsk et Sloviansk.
Les forces russes continuent de bombarder la ville de Kharkiv et les localités à proximité. Des opérations infructueuses ont été lancées dans l'oblast du nord-ouest de Kharkiv, probablement pour empêcher les forces ukrainiennes d'atteindre la frontière russo-ukrainienne et pour défendre ses positions près d'Izioum.

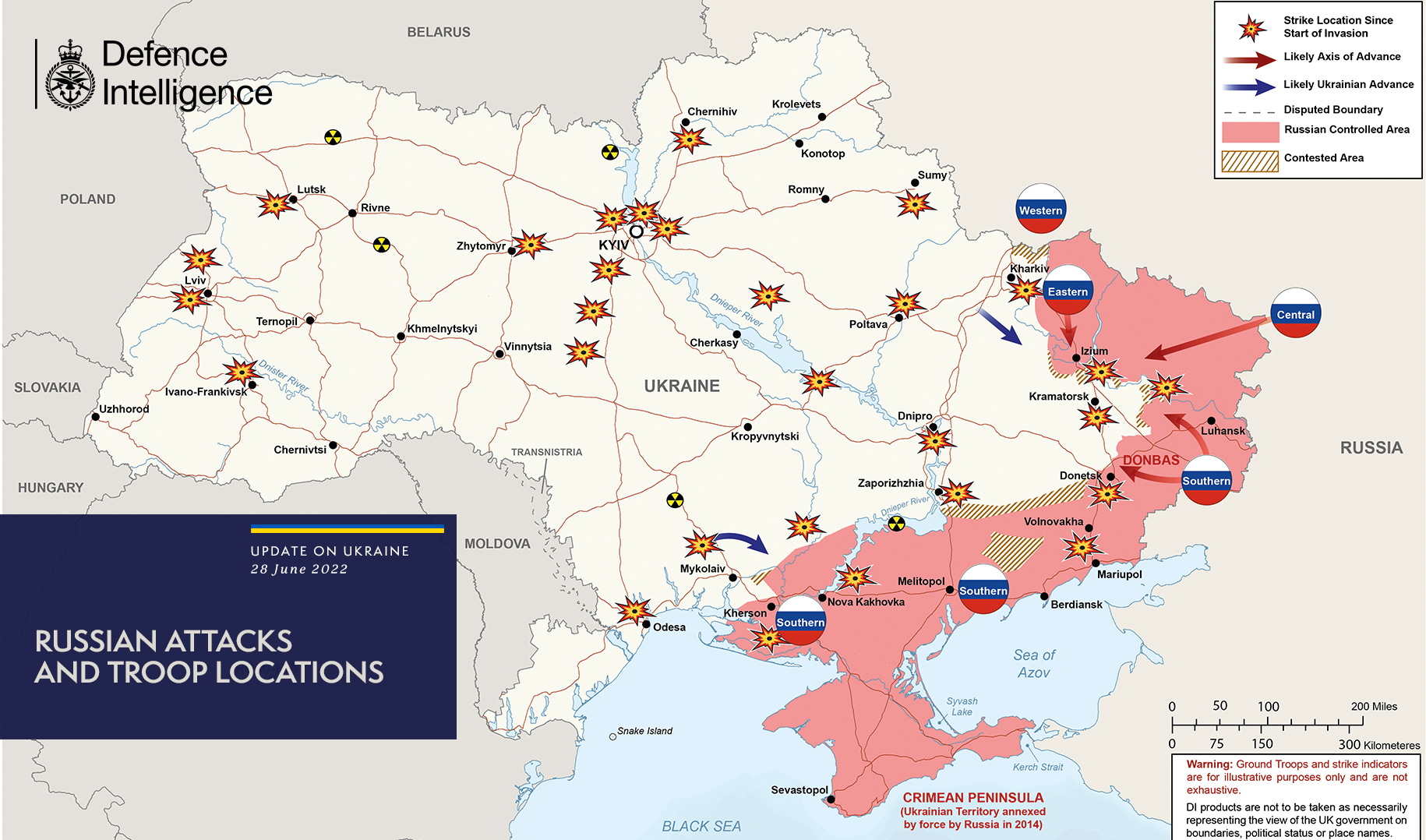
Situation du 28 juin au 3 juillet 2022

### 29 juin
Les forces russes poursuivent leurs opérations offensives dans et autour de Lyssytchansk et tentent d'avancer vers Sloviansk depuis le nord-ouest près de la frontière de l'oblast de Kharkiv-Donetsk. Elles continuent également de renforcer leur présence défensive le long de l'axe de front sud.
Les forces russes ont réalisé des gains marginaux à l'est de Bakhmout le long de l'autoroute E40 et pourraient chercher à se préparer à une offensive directe sur la ville.

### 30 juin
Des combats sont rapportés dans la banlieue sud de Lyssytchansk et les Russes revendiquent la prise de Pryvillia au nord de la ville.
L’armée russe annonce s’être retirée de l’île des Serpents, une position stratégique en mer Noire conquise par Moscou et qui subissait des bombardements ukrainiens ces dernières semaines.

### Juillet 2022
Pour les événements suivants, voir Chronologie de l'invasion de l'Ukraine par la Russie (juillet 2022).